# Karl Heinz Wahren
Karl Heinz Wahren (* 28. April 1933 in Bonn; † 14. Dezember 2021 in Berlin) war ein deutscher Komponist und Pianist. Bedeutung erlangte er unter anderem als Mitbegründer der Gruppe Neue Musik Berlin.

## Werdegang

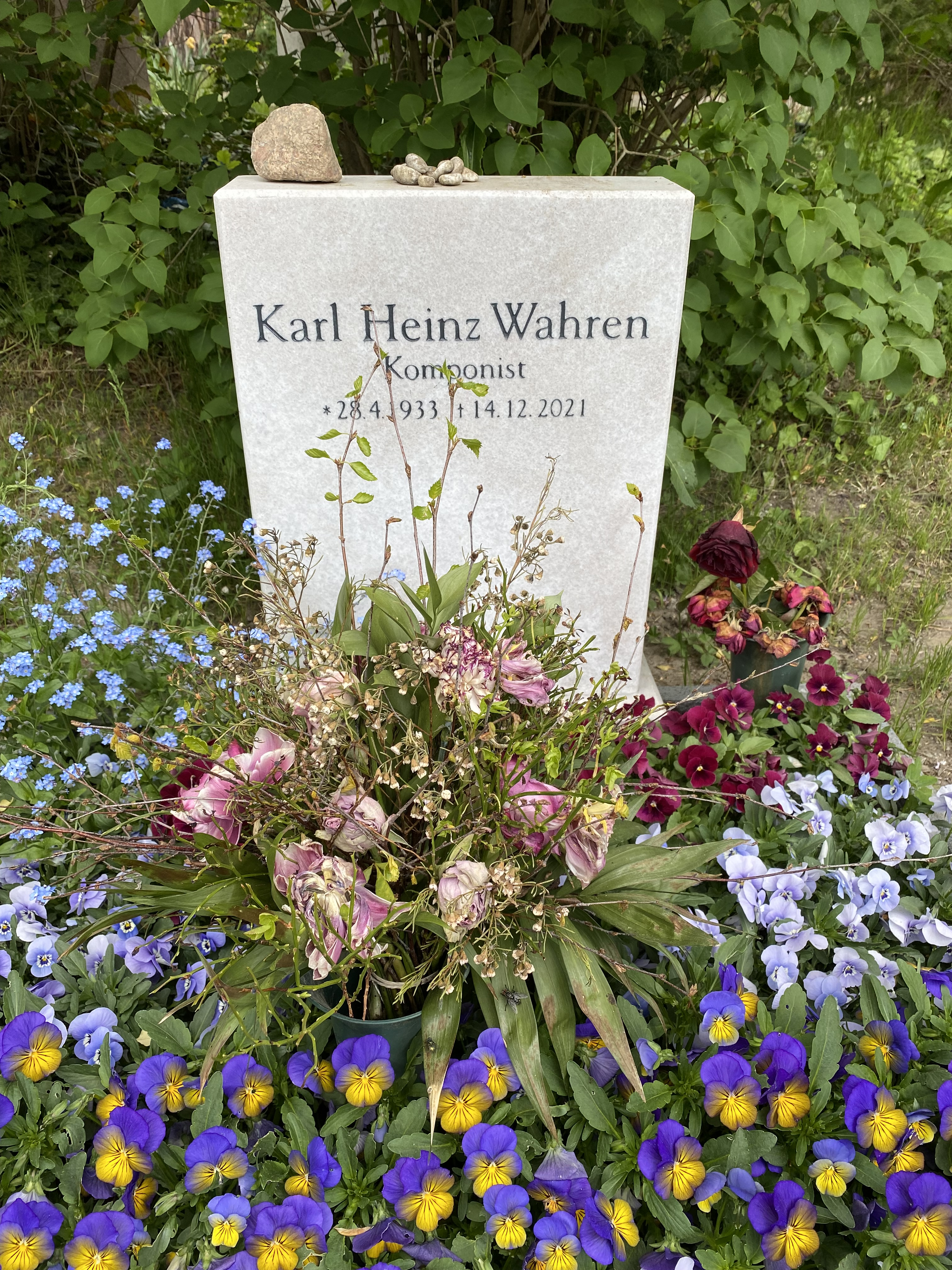
Grabstätte auf dem Friedhof Wilmersdorf

Wahren wuchs in Gera/Thüringen auf und studierte ab 1953 am Städtischen Konservatorium in Berlin (zuvor Stern’sches Konservatorium). Ab 1961, nach seinem Abschlussexamen an der jetzigen Universität der Künste Berlin, gehörte er zum Schülerkreis Josef Rufers, studierte privat bei Karl Amadeus Hartmann in München und war 1965 Mitbegründer der Gruppe Neue Musik Berlin. 1969 erhielt Wahren den Rompreis (Villa Massimo), 1970 den Preis des Rostrum of Composers (UNESCO Paris) für das Werk „Du sollst nicht töten“ für Orchester, Chor, Sprecher und Tonband.
Er war mehrmals Stipendiat der Darmstädter Ferienkurse. 1978 konnte er den Förderungspreis der Berliner Akademie der Künste entgegennehmen, 1994 das Bundesverdienstkreuz, 2001 den GEMA-Ehrenring, 2003 die Werner-Egk-Medaille (Schott Musik International). Von 1981 bis 2003 war er Mitglied des GEMA-Aufsichtsrates, von 1990 bis 2004 Präsident des Deutschen Komponistenverbandes.
2003 wurde ihm die GEMA-Ehrenmitgliedschaft verliehen und 2004 wählte ihn der Deutsche Komponistenverband zu seinem Ehrenpräsidenten.
Sein Œuvre weist etwa 60 Kammermusik-Kompositionen, 20 Orchesterwerke, einige Filmmusiken und drei Opern auf: „Fettklößchen“ (Dt. Oper Berlin, 1976), „Goldelse“ (Berliner Festwoche, 1987) und „Galathee, die Schöne“ frei nach Franz von Suppè (Dt. Oper Berlin, 1995).
Seine Kompositionen berühren sowohl ernste wie auch Unterhaltungsmusik (Jazz).
Orchesterwerke Wahrens wurden als Rundfunkaufführungen in über 40 Ländern weltweit gesendet, Kammermusikaufführungen fanden in den meisten europäischen Ländern statt, außerdem in den USA, in Südamerika, Australien und Japan. Ein Teil dieser Werke ist auf insgesamt zwölf CDs dokumentiert. Karl Heinz Wahren verfasste zahlreiche Rundfunkbeiträge, Aufsätze, Essays und Vorträge über zeitgenössische Musik. 2003 ernannte ihn der Bayerische Kulturminister Hans Zehetmair zum Honorarprofessor. Er lebte als freischaffender Komponist in Berlin.
2021 verstarb Karl Heinz Wahren im Alter von 88 Jahren und wurde auf dem Friedhof Wilmersdorf (Abt. C 2) beigesetzt.

## Werke (Auswahl)

### Orchestermusik
- „Klavierkonzert“ in 3 Sätzen, UA (Uraufführung) 1968
- „At This Moment“ Orchesterkonzert in 3 Sätzen, UA 1976
- „Circulus virtuosus“ für Holzbläserquartett und Orchester in 3 Sätzen, UA 1976
- „Auf der Suche nach dem verlorenen Tango“ symphonische Dichtung für Orchester, UA 1979
- „Romantische Suite“ für Violoncello und Orchester, UA 1980
- „Brandenburgische Revue“ für Sprecher und Orchester in 9 Sätzen, UA 1984
- „Nächtliche Tänze toskanischer Jungfrauen in Florentinischen Gärten zur Blütezeit der Inquisition“ für Big Band und Streichquintett, UA 1986
- „Entführung aus dem Köchelverzeichnis“ für Orchester in 3 Sätzen, UA 1991
- „Ecce Homo“ Orchestersuite nach Bildern von Otto Dix in 5 Sätzen, UA 1993
- „Metropolis Berlin“ Suite für Big Band und Symphonieorchester in 4 Sätzen, UA 1998
- „Bayreuther Impression“ für großes Orchester in 3 Sätzen, UA 2004
- „Tango Capriccio“ für Orchester in einem Satz, UA 2005

### Opern
- „Fettklößchen“ Opera buffo nach Guy de Maupassant, Libretto: Claus H. Henneberg und Karl Heinz Wahren, UA Deutsche Oper Berlin 1976
- „Goldelse“ Satirische Oper, Libretto: Volker Ludwig, UA Berliner Festwochen zur 750-Jahr-Feier 1987
- „Galathee, die Schöne“ Singspiel frei nach Franz von Suppè, Libretto: Thomas Höft, UA Deutsche Oper Berlin 1995

### Kammerorchester
- „Wechselspiele“ für Flöte, Klavier und Streichorchester, UA Budapest 1967
- „Zum Selbstmord des Genossen Jessenin“ für einen Sprecher, Zuspielband und Kammerorchester, UA Berlin 1972
- „The Pitcher“ Groteske für einen Sprecher und Kammerorchester, UA Berlin 1977
- „Der Unterhaltungskünstler“ Groteske für einen Sprecher, Gesangsquartett und Kammerorchester, UA Berlin 1978
- „Theatermusik“ Konzertante Suite in 8 Szenen für Kammerorchester, UA Berlin 1981
- „Les Fleurs du Mal et les Fleurs d’Innocence“ für Flöte, Bassklarinette, Schlagzeug und Streichorchester, UA 1988
- „Lippenbekenntnisse“ Konzert für Posaune und Kammerorchester, UA Berlin 1990
- „Kabuki“ Konzert für Schlagzeug und Kammerensemble, UA Berlin 1992
- „Alles was Odem hat …“ Doppelkonzert für Flöte, Oboe und Streichorchester, UA Brandenburg a. d. Havel 1993
- „Hamletpuzzle“ Satyrspiel für einen Sprecher und Kammerorchester, UA Berlin 1998

### Kammermusik
- „Pas de deux“ für Violine und 3 Holzbläser, UA Haus am Waldsee Berlin 1961
- „Frétillement“ für Flöte und Klavier in 2 Sätzen, UA Amerika-Gedenkbibliothek 1965
- „Sequenzen“ für Flöte, Cembalo und Marimbaphon in 2 Sätzen, UA Forum-Theater Berlin 1965
- „L’art pour l’art“ für Cello, Flöte, Klavier und Tonband, UA Witten 1968
- „Permutation“ für 3 Flöten, UA Akademie der Künste Berlin 1968
- „Application“ für Orgel, UA 12-Apostel-Kirche Berlin 1968
- „Dionysos meets Apollo“ Streichquartett in 2 Sätzen, UA Akademie der Künste Berlin 1970
- „Increase“ für Flöte, Marimba und Orgel, UA Kirchenmusiktage Kassel 1971
- „Pas de deux pour Flutes“ für 2 Flöten in einem Satz, UA Freiburg i. Br. 1974
- „Soundscreen-Klangraster“ für Flöte und 2 Schlagzeuger, UA Hochschule der Künste Berlin 1975
- „Entrevue“ für Flöte und Orgel, UA Eosanderkapelle Schloss Charlottenburg 1976
- „Circulus octo virtuosis“ für Kammerensemble, UA Berliner Kulturtage New York 1977
- „En trois couleurs“ für Oboe, Klarinette und Fagott, UA Braunschweig 1977
- „Tango appassionato“ für Streichquartett, UA Berliner Festwochen 1977
- „Tango noir“ für Flöte, Klarinette, Schlagzeug, Violine, Viola, Cello und Kontrabass, UA Das Neue Werk Hamburg in Turin 1978
- „Schon ist die Zukunft da“ für Sprecher und kleines Ensemble, UA Künstlerhaus Bethanien, Kreuzberg 1978
- „Messingklänge“ für 4 Posaunen und Orgel, UA 12-Apostel-Kirche Berlin 1978
- „Der Wettlauf“ für Altstimme und Flöte, UA Amerikahaus Berlin 1979
- „Der Tierbändiger“ für Sprecher und Klavier, UA SFB Musikforum live 1983
- „Nächtliche Tänze toscanischer Jungfrauen in florenti-nischen Gärten zur Blütezeit der Inquisition in 4 Sätzen“ für Cello und Kontrabass, UA Gütersloh 1983
- „Scherzando, Ritmico e Fugato per tre flauti in 3 Sätzen“ (Ich sei, gewährt mir die Bitte, in Eurem Bunde der Dritte), UA Richard Strauss Konservatorium München 1986
- „Elegie des Sisyphos“ Streichquartett in 2 Sätzen, UA Akademie der Künste Berlin 1987
- „Drums-Trip Concertino“ für Drums-Quartett, UA Hotel Intercontinental Berlin 1988
- „Spirale“ für Percussions-Quartett in 3 Sätzen, UA Fürth a. B. 1988
- „Brass-Quintett in 4 Sätzen“ UA Frankfurt a. M. 1989
- „Verborgen – in uns – Duo concertante“ für Violine und Klavier in 3 Sätzen, UA im BKA Berlin 1989
- „Largo Barbaro in 3 Sätzen“ für Kammerensemble, UA Düsseldorf 1989
- „Der große Aufbruch“ Ost-West Kammermusik zur Ausstellung Gerhard Andrees, UA Halle 1992
- „Nur in sich selbst“ für Solocello, UA Berlin 1992
- „Romantische Rhapsodie“ für Klavier, UA Hamburg 1993
- „Im Einklang …“ für Oboe und Violoncello, UA Akademie der Künste Berlin 1994
- „Echospiele“ für 5 Blechbläser, UA Haus am Waldsee Berlin 1994
- „Gegenwärtig und Vergangen“ für Flöte, Schlagzeug und Violoncello, UA Theater der Stadt Brandenburg 1996
- „Stille meidend, Klänge flirrend“ für Flöte, Violoncello und Tonband, UA Kirche Satemin Wendland 1997
- „Verweilt im Augenblick“ für Flöte, Marimba und Violoncello, UA Kunstamt Wilmersdorf Berlin 1998
- „Impression de temps perdu et de déjà vu“ für Flöte, Klavier und Violoncello, UA Kunstamt Wilmersdorf Berlin 1999
- „Bachandante“ für Flöte, Marimba und Violoncello in 2 Sätzen, UA Hochschule für Musik Weimar 2000
- „Zwischenräume“ für Flöte, Violoncello und Harfe, UA Lüchow-Dannenberg 2001
- „Liebeswandel“ Variationen für Streichquartett, UA Haus am Waldsee Berlin 2002
- „Déjà vu à trois“ für Flöte, Klavier und Violoncello, UA Kolbe Museum Berlin 2002
- „Nebeneinander-Miteinander“ in drei Sätzen für Violine, Klarinette und Klavier, UA BKA Berlin 2003
- „Dreisam“ für Flöte, Klavier und Marimbaphon in 2 Sätzen, UA Konzerthaus Berlin 2004
- „Jeu musical pour trois“ für Oboe, Harfe und Violoncello, UA Kolbe Museum Berlin 2004
- „Tango burlesco“ für Tenorsax., Bassklari., Vibra., Elektrogit., Violoncello und Kontrabass, UA 6. Weimarer Frühjahrstage für zeitgenössische Musik 2005

### Klaviermusik
- „Klassizistische Sonatine“ für Klavier in 3 Sätzen, UA Städtisches Konservatorium Berlin 1959
- „Kinder-Suite“ in 5 Sätzen für Klavier, UA Grafschaft/Wilhelmshaven 1967
- „Tango Rag“ für Klavier, UA Hochschule für Musik Hamburg 1978
- „Tango Rag“ für Klavier zu 4 Händen, UA British Centre Berlin 1980
- „Bye-Bye, Bayreuth“ für Klavier, UA Hochschule für Musik Hamburg 1984
- „Toccata Appasionata“ für Klavier, UA Hochschule für Musik Lübeck 1986
- „Paradiesvogel“ Burleske für Klavier, UA Hochschule für Musik Hamburg 1987
- „Sonate de l’Exposition“ pour Klavier, UA Orangerie Schloss Charlottenburg Berlin 1998
- „Gershwin meets Mozart“ Klaviervariationen, UA Museum für angewandte Kunst Gera 2002

### Chormusik
- „Du sollst nicht töten“ Kantate für Orchester, Chor, Sprecher und Tonband, UA 1969
- „Passioni“ für 4-stimmigen Chor, Solosopran und 3 Instrumente, UA Kaiser-Friedrich-Gedächtnis-Kirche Berlin 1973
- „Fernsehhymne“ für großen Chor, UA Berliner Festwochen 1982
- „Magnificat mundus pacem“ für Sopran, Alt, Tenor, Bariton, Chor und Orchester, UA 1984
- „Fuge an die Industrie“ für 4-stimmigen Chor, UA Akademie der Künste Berlin 1987
- „Friedensoratorium (Anfang und Ende der Welt)“ für Sopran, Alt, Tenor, Bariton, Chor und Orchester, UA 2005

### Filmmusik
- „Der Brudermord nach Kafka“ Fernsehfilm ohne Sprache. Manuskript und Regie: Lothar Geissler, UA Filmakademie Berlin 1969
- „Die Plapperschlange“ Surrealistischer Film von H. Otterson. UA Kunstamt Tiergarten Berlin 1972
- „Fragen an die Wirklichkeit“ Film-Bild-Projekt von Gerhard Andrees, UA London-Lewisham 1975
- „Wasser: Pulsieren“ Zwei Experimentalfilme von Ernst Reinboth, UA Akademie der Künste 1977
- „Kyritz-Pyritz“ Altberliner Posse nach H. Wuttig und O. Justinus, bearbeitet als Fernseh-Musical von Stefan Wigger und K.H. Wahren, Regie: Stefan Wigger, UA ARD 1979
- „Herzlichen Glückwunsch“ Sozialkritischer Spielfilm von W. Voigt und A. Quest, UA Hofer Filmtage 1982
- „Stadt-Raum-Landschaft“ Film von Gerhard Andrees, Landschaft heute, aus ihrer historischen Entwicklung, UA TV Offener Kanal Berlin 1989
- „Ich und Christine“, Buch und Regie: Peter Stripp; mit Götz George, Christiane, Paul, Daniel Morgenrot, Jutta Speidel, Maximilian Wigger u. a., UA Filmbühne Wien Berlin 1992
- „Metropolis“ Zweistündiger Stummfilm von 1927, Buch: Thea von Harbou, Regie: Fritz Lang, Musik für großes Symphonieorchester zusammen mit Bernd Wefelmeyer im Auftrag des Filmorchesters Babelsberg, UA 5. Film & Musikfest Bielefeld – Oetkerhalle (22. Okt. 1994)
- „Die seltsamen Abenteuer des Mr. West im Lande der Bolschewiki“, Stummfilmgroteske, UdSSR 1924, R: Lew Kuleschow, Musik: Bernd Wefelmeyer und K. H. Wahren, Deutsches Filmorchester Babelsberg, UA 13. FilmFestival Cottbus (4. Nov. 2003)

## Diskografie
- „Ricordandi a Verdi (Erinnerungen an Verdi)“, 3. Streichquartett – Florestan Quartett (Bielefeld), Verlag für Neue Musik, Kreuzberg Records, LC 255 Nr. 10033
- „Les Fleurs du Mal et les Fleurs de l’Innocence“, Universal Ensemble Berlin – Leitung: Karl Heinz Wahren, (sowie Werke von Gerald Humel, Rainer Rubbert, Wilhelm Dieter Siebert), CD-Largo 5116
- „Spirale für Schlagzeugquartett“, Percussion Art Quartett Würzburg, CD-Thorophon Capella CTH 3063
- „Klaviermusik“, Karl Heinz Wahren und Karl Amadeus Hartmann, Peter Roggenkamp (Hamburg) – Klavier, CD-Largo 5121
- „Ich und Christine“, Original Soundtrack zum Götz George Film von Peter Stripp, Swing Studio Ensemble Berlin – Leitung: Karl Heinz Wahren, CD-ZYX-Musik 20264-2
- „Selbst und auch zur Weite der Nacht“, Universal Ensemble Berlin – Leitung: Karl Heinz Wahren, CD-Interconti Production – Nau Verlag Berlin
- „Du sollst nicht töten“, Kantate für Sprecher, Jazzsolisten, Chor und Orchester, RIAS-Orchester, RIAS-Kammerorchester –, Leitung: Klaus Martin Ziegler, CD-Pelca – PSRX 40602
- „Klangdenkmal“, A Monument in Sound for the Victims of the Holocaust, for String quartet – von 28 Komponisten einzelne Sätze, 2002 M.T.A. – TIM The International Music Company AG